# Globulinella peruviana
Globulinella peruviana là một loài rêu trong họ Pottiaceae. Loài này được (R.S. Williams) Steere mô tả khoa học đầu tiên năm 1946.